# Електоралізм
Електоралізм — це перехід від авторитарного правління до демократичного правління. Як тема в політологічній літературі домінуючої партійної системи, електоралізм описує ситуацію, коли перехід від режиму жорсткої авторитарності ініціюється та управляється чинним режимом.  Однак через домінуюче становище чинного режиму протягом усього перехідного періоду перехід не досягає інституційних якостей ліберальної демократії. Інші терміни, такі як керований перехід, використовувались для опису цього процесу.
В умовах електоралізму режим, по суті, здійснює виборчі аспекти демократичного управління відносно «вільно і чесно». Масові акти обману виборів та залякування в день виборів по суті відсутні. Однак інші риси демократії, такі як верховенство права та інституційний поділ влади, відсутні в умовах електоралізму. Весь виборчий процес перекошений на користь чинного режиму. ЗМІ, як правило, ігнорують або змальовують опозицію в негативному світлі, Вищий суд і виборча комісія мають тенденцію виносити рішення на користь діючого президента, а іноді міліція відмовляє або скасовує мітинги опозиції.
Приклади: 
- Танзанія після 1992 року
- Туреччина після 2002 року
- Кенія після 1991 року
- Мексика з кінця 1980-х по 2000 рік
- Російська Федерація після 1991 року[1]